# 6228 Йонедзава
6228 Йонедзава (6228 Yonezawa) — астероїд головного поясу, відкритий 17 січня 1982 року.
Тіссеранів параметр щодо Юпітера — 3,319.
Названо на честь Йонедзави (яп. よねざわ(米沢) йонедзава).